# Émile Bréhier
Pour les articles homonymes, voir Bréhier.
Émile François Désiré Bréhier (12 avril 1876, Bar-le-Duc — 3 février 1952, Paris) est un écrivain, philosophe et historien de la philosophie français. Il est surtout connu pour ses travaux sur l'histoire de la philosophie. Il est le frère de Louis Bréhier, historien de l'art.

## Biographie
Étudiant boursier d'agrégation à la Faculté des lettres de Paris de 1898 à 1900, il est reçu troisième à l'agrégation de philosophie en 1900. Il enseigne au lycée de Coutances de 1900 à 1902, au lycée de Laval de 1903 à 1908 et au lycée de Beauvais de 1908 à 1909. Il est docteur ès lettres en 1908 avec une thèse sur Philon d'Alexandrie. Il enseigne ensuite dans les universités de Rennes, en tant que maître de conférences de 1909 à 1911, et de Bordeaux en tant que professeur de philosophie de 1912 à 1919. Il est par la suite maître de conférences d'histoire de la philosophie à la Sorbonne à partir de 1919 puis professeur sans chaire de 1923 à 1930 avant d'être professeur de philosophie et d'histoire de la philosophie dès 1930.
Il suit avec Charles Péguy les cours de Bergson au Collège de France, en particulier ceux sur Plotin.
Mobilisé en 1914 au 344e régiment d'infanterie, il y gagne en juillet 1915 les galons de sous-lieutenant et est cité deux fois à l'ordre de la division et à l'ordre de l'armée. Atteint d'une très grave blessure le 25 août 1916 à Vaux-Chapitre, il est amputé du bras gauche et fait chevalier de la Légion d'honneur.
En 1925, il est détaché à l’université du Caire et, en 1936, à celle de Rio de Janeiro. Directeur de la Revue Philosophique et de L'Encyclopédie Philosophique, il est l'auteur de nombreux et importants travaux sur la philosophie grecque (dont une traduction complète des Ennéades de Plotin) et la philosophie médiévale et surtout d'une magistrale Histoire de la Philosophie. Il avait succédé à Henri Bergson en 1941 à l'Académie des sciences morales et politiques. Il a eu notamment comme élève Paul Dibon.

## Œuvres

### Histoire de la philosophie
- Histoire de la philosophie allemande, Payot, 1921
- Histoire de la philosophie
  - Tome I. — Antiquité et Moyen Âge
    - Fascicule I. — Introduction. Période hellénique
    - Fascicule II. — Période hellénistique et romaine
    - Fascicule III. — Le Moyen Âge et la Renaissance

  - Tome II. — La philosophie moderne
    - Fascicule I. — Le XVIIe siècle
    - Fascicule II. — Le XVIIIe siècle
    - Fascicule III. — Le XIXe siècle : Période des systèmes (1800-1850)
    - Fascicule IV. — Le XIXe siècle après 1850. Le XXe siècle. Index général

  - Fascicule supplémentaire 1. — La Philosophie en Orient, par Paul Masson-Oursel
  - Fascicule supplémentaire 2. — La Philosophie byzantine, par Basile Tatakis
- Histoire de la philosophie allemande, troisième édition mise à jour par Paul Ricœur (1954).

### Essais
- Les idées philosophiques et religieuses de Philon d'Alexandrie (1908)
- La Théorie des incorporels dans l'ancien stoïcisme, Paris, Librairie Alphonse Picard & fils, 1907.
- Chrysippe (1910)
- Schelling (1912)
- Pendant la guerre (1918)
- Du sage antique au citoyen moderne  avec Célestin Bouglé, Henri Delacroix et Dominique Parodi, Armand Colin Éditeur (1921)
- La Philosophie de Plotin Boivin & Cie., Paris, 1928
- Science et Humanisme, collection « Descartes pour la vérité », éditions Albin Michel, 1947
- Transformation de la philosophie française 1900-1950, Paris, Flammarion, Bibliothèque de philosophie scientifique, 1950
- Chrysippe et l'ancien stoïcisme, Presses universitaires de France, Paris, 1951
- Les thèmes actuels de la philosophie, Presses universitaires de France, Paris, 1951
- Études de philosophie antique, Presses universitaires de France, Paris, 1955.

### Contributions et articles choisis
- André Henry, « Bergson maitre de Péguy » (préface d'Émile Bréhier).
- Lydie (Schimsewitch) Adolphe, « La philosophie religieuse de Bergson », Paris, Presses universitaires de France, 1946 (préface d'Émile. Bréhier).
- « Images plotiniennes, Images bergsoniennes », in Les études bergsoniennes, II, 1949.

### Traductions
- Plotin: Ennéades (édition bilingue grec-français), Paris, Les Belles Lettres (Collection Budé, 1924-1938)
- Les Stoïciens, « bibliothèque de la Pléiade », éditions Gallimard, 1962.

## Décorations
- Commandeur de la Légion d'honneur (chevalier par arrêté du 18 décembre 1916 au titre militaire ; promu officier par décret du 4 février 1938 au titre de l’Éducation nationale avec insignes remis par Henri Bergson le 14 mars suivant ; commandeur par décret du 1er juin 1939 au titre de mutilé de guerre avec insignes remis par Dominique Parodi le 29 juin suivant[4].
- Croix de guerre 1914-1918
- Croix du combattant
- Insigne des blessés militaires
- Médaille commémorative de la guerre 1914-1918